# Donovan Bailey
Donovan Bailey (Manchester (Jamaica), 16 december 1967) is een Canadese oud-sprinter; hij was gespecialiseerd in de 100 m. Hij komt oorspronkelijk uit Jamaica, maar emigreerde in 1981 naar Canada. Hij werd driemaal wereldkampioen en tweemaal olympisch kampioen, driemaal Canadees kampioen en had het wereldrecord op de 100 m drie jaar in handen.

## Biografie

### Tweemaal goud op WK
In 1991 begon Bailey de 100 m sprint in competitie, maar het duurde nog drie jaar vooraleer hij deze sport serieus zou beoefenen. In die tijd was hij succesvol als beursmakelaar.
Op de wereldkampioenschappen van 1995 in het Finse Helsinki won hij de 100 m sprint. Met een tijd van 9,97 s versloeg zijn landgenoot Bruny Surin (zilver; 10,03) en Ato Boldon uit Trinidad en Tobago (brons; 10,03). Op de 4 x 100 m estafette won hij een tweede gouden medaille door met zijn teamgenoten Robert Esmie, Glenroy Gilbert en Surin als eerste in 38,31 te finishen.

### Olympisch kampioen
Op de Olympische Spelen van 1996 in Atlanta werd hij olympisch kampioen op de 100 m met een verbetering van het wereldrecord naar 9,84. Het zilver ging naar Frankie Fredericks (zilver; 9,89) en het brons naar Ato Boldon (brons; 9,90). Dit record hield tot 16 juni 1999 stand, toen het werd verbeterd door Maurice Greene naar 9,79. Bailey heeft nog wel het wereldrecord in handen op de 50 m indoor.
In 1997 won hij zijn derde wereldtitel met het Canadese estafetteteam. In datzelfde jaar liep hij een wedstrijd tegen Michael Johnson over 150 meter in Toronto. De inzet was een prijzengeld van 2 miljoen dollar. Bailey won en was daarmee de snelste man ter wereld. De verdediging die Johnson aanvoerde, was een geblesseerde dijbeenspier.

### Einde atletiekloopbaan
Wegens een longontsteking kon Bailey niet deelnemen aan de Olympische Spelen van 2000. Hierna had hij veel te kampen met blessures en kwam nimmer meer op zijn oude niveau. In 2001 stopte hij met de sport.
Van beroep is Bailey marketing-consultant. Hij richtte zijn eigen bedrijf DBX Sport Management op met het doel om amateuratleten te helpen bij het vinden van de beste manier om zichzelf te promoten. Daarnaast richtte hij een sportblessurekliniek op in Oakville, Ontario. In 2008 werd hij atletiekcommentator bij CBC Television. Naar zijn inschatting had Usain Bolt 9,55 gelopen, indien die aan het eind van zijn olympische 100 m in Peking, waarin hij het wereldrecord op 9,69 stelde, niet had ingehouden. In 2016 was Bailey als atletiekanalist opnieuw betrokken bij de CBC-reportages van de Olympische Spelen in Rio.

## Titels
- Olympisch kampioen 100 m - 1996
- Olympisch kampioen 4 x 100 m estafette - 1996
- Wereldkampioen 100 m - 1995
- Wereldkampioen 4 x 100 m estafette - 1995, 1997
- Canadees kampioen 100 m - 1995, 1997, 2001

## Persoonlijke records
Outdoor
| Onderdeel | Tijd         | Datum        | Plaats    |
| --------- | ------------ | ------------ | --------- |
| 100 m     | 9,84 (ex-WR) | 27 juli 1996 | Atlanta   |
| 150 m     | 15,01        | 29 juni 1997 | Sheffield |
| 200 m     | 20,42        | 2 juli 1998  | Luzern    |

Indoor
| Onderdeel | Prestatie   | Datum           | Plaats   |
| --------- | ----------- | --------------- | -------- |
| 50 m      | 5,56 s (WR) | 9 februari 1996 | Reno     |
| 60 m      | 6,51 s      | 8 februari 1997 | Maebashi |

## Palmares

### 100 m
Kampioenschappen
- 1994:  Jeux de la Francophonie - 10,27 s
- 1994: 5e Grand Prix Finale - 10,24 s
- 1995:  Canadese kamp. - 9,91 s
- 1995:  WK - 9,97 s
- 1996:  OS - 9,84 s (WR)
- 1996:  Grand Prix Finale - 9,95 s
- 1997:  Canadese kamp. - 10,03 s
- 1997:  WK - 9,91 s
- 2001:  Canadese kamp. - 10,24 s

Golden League-podiumplek
- 1998:  Herculis – 9,96 s

### 200 m
- 1995: 4e WK indoor - 21,08 s

### 4 x 100 m estafette
- 1995:  WK - 38,31 s
- 1996:  OS - 37,69 s
- 1997:  WK - 37,86 s

## Onderscheidingen
- 2004: Opgenomen in de Hall of Fame van Canada
- 2005: Opgenomen in de Hall of Fame van Ontario
- 2008: Als lid van de olympische 4 x 100 m estafetteploeg van 1996 opgenomen in de Hall of Fame van Canada
- 2016: Benoemd tot lid in de Orde van Ontario

1896: Thomas Burke ·
1900: Francis Jarvis ·
1904: Archie Hahn ·
1908: Reggie Walker ·
1912: Ralph Craig ·
1920: Charley Paddock ·
1924: Harold Abrahams ·
1928: Percy Williams ·
1932: Eddie Tolan ·
1936: Jesse Owens ·
1948: Harrison Dillard ·
1952: Lindy Remigino ·
1956: Bobby Morrow ·
1960: Armin Hary ·
1964: Bob Hayes ·
1968: Jim Hines ·
1972: Valeri Borzov ·
1976: Hasely Crawford ·
1980: Allan Wells ·
1984: Carl Lewis ·
1988: Carl Lewis ·
1992: Linford Christie ·
1996: Donovan Bailey ·
2000: Maurice Green ·
2004: Justin Gatlin ·
2008: Usain Bolt ·
2012: Usain Bolt ·
2016: Usain Bolt ·
2020: Marcell Jacobs ·
2024: Noah Lyles
1912: Jacobs, Macintosh, d'Arcy, Applegarth ·
1920: Paddock, Scholz, Murchison, Kirksey ·
1924: Clarke, Hussey, Leconey, Murchison ·
1928: Wykoff, Quinn, Borah, Russell ·
1932: Kiesel, Toppino, Dyer, Wykoff ·
1936: Owens, Metcalfe, Draper, Wykoff ·
1948: Ewell, Wright, Dillard, Patton ·
1952: Smith, Dillard, Remigino, Stanfield ·
1956: Murchison, King, Baker, Morrow ·
1960: Cullmann, Hary, Mahlendorf, Lauer ·
1964: Drayton, Ashworth, Stebbins, Hayes ·
1968: Greene, Pender, Smith, Hines ·
1972: Black, Taylor, Tinker, Hart ·
1976: Glance, Jones, Hampton, Riddick ·
1980: Moeravjov, Sidorov, Prokofjev, Aksinin ·
1984: Graddy, Brown, Smith, Lewis ·
1988: Bryzgin, Krylov, Moeravjov, Savin ·
1992: Marsh, Burrell, Mitchell, Lewis ·
1996: Esmie, Gilbert, Surin, Bailey ·
2000: Drummond, Williams, Lewis, Greene ·
2004: Gardener, Campbell, Devonish, Lewis-Francis ·
2008: Bledman, Burns, Callender, Thompson ·
2012: Carter, Frater, Blake, Bolt ·
2016: Powell, Blake, Ashmeade, Bolt ·
2020: Desalu, Jacobs, Patta, Tortu ·
2024: Brown, Blake, Rodney, De Grasse
1983 Carl Lewis ·
1987 Carl Lewis ·
1991 Carl Lewis ·
1993 Linford Christie ·
1995 Donovan Bailey ·
1997 Maurice Greene ·
1999 Maurice Greene ·
2001 Maurice Greene ·
2003 Kim Collins ·
2005 Justin Gatlin ·
2007 Tyson Gay ·
2009 Usain Bolt ·
2011 Yohan Blake ·
2013 Usain Bolt ·
2015 Usain Bolt ·
2017 Justin Gatlin ·
2019 Christian Coleman · 
2022 Fred Kerley · 
2023 Noah Lyles
1983 King, Gault, Smith, Lewis ·
1987 McRae, McNeill, Glance, Lewis ·
1991 Cason, Burrell, Mitchell, Lewis ·
1993 Drummond, Cason, Mitchell, Burrell ·
1995 Esmie, Gilbert, Surin, Bailey ·
1997 Esmie, Gilbert, Surin, Bailey ·
1999 Drummond, Montgomery, Lewis, Greene ·
2001 Nagel, du Plessis, Newton, Quinn ·
2003 Capel, Williams, Patton, Johnson ·
2005 Doucouré, Pognon, De Lépine, Dovy ·
2007 Patton, Spearmon, Gay, Dixon ·
2009 Mullings, Frater, Bolt, Powell ·
2011 Carter, Frater, Blake, Bolt ·
2013 Carter, Bailey-Cole, Ashmeade, Bolt ·
2015 Carter, Powell, Ashmeade, Bolt ·
2017 Ujah, Gemili, Talbot, Mitchell-Blake ·
2019 Coleman, Gatlin, Rodgers, Lyles ·
2022 Brown, Blake, Rodney, De Grasse ·
2023 Coleman, Kerley, Carnes, Lyles
- World Athletics: 14174662
- International Standard Name Identifier: 0000 0004 4884 4536
- Virtual International Authority File: 106557545
- WorldCat: E39PBJwRQVkrbXt7bkphmwMdcP